# New Whirl Odor
New Whirl Odor – dziewiąty studyjny album amerykańskiego zespołu hip-hopowego Public Enemy. Został wydany 1 listopada, 2005 roku.

## Lista utworów
| Nr | Tytuł                                            | Czas  |
| -- | ------------------------------------------------ | ----- |
| 1  | ...And No One Broadcasted Louder Than... (Intro) | 0:33  |
| 2  | New Whirl Odor                                   | 3:24  |
| 3  | Bring That Beat Back                             | 4:17  |
| 4  | 66.6 Strikes Again                               | 1:45  |
| 5  | MKLVFKWR ("Make Love, Fuck War"; featuring Moby) | 3:24  |
| 6  | What a Fool Believes                             | 3:07  |
| 7  | Makes You Blind                                  | 5:34  |
| 8  | Preachin' to the Quiet                           | 4:27  |
| 9  | Either We Together or We Ain't                   | 1:44  |
| 10 | Revolution (featuring Society)                   | 4:19  |
| 11 | Check What You're Listening To                   | 5:46  |
| 12 | As Long as the People Got Somethin' to Say       | 3:23  |
| 13 | Y'all Don't Know                                 | 4:01  |
| 14 | Either You Get It By Now or You Don't            | 1:15  |
| 15 | Superman's Black in the Building                 | 11:50 |